# Шайе, Марсель
Франсуа́ Марсе́ль Шайе́ (фр. François-Marcel Chailley; 3 июня 1881, Аньер-сюр-Сен — 10 июня 1936, Париж) — французский скрипач и музыкальный педагог. Отец Жака Шайе.
Окончил Парижскую консерваторию (1902), ученик Анри Бертелье.
С 16 лет играл в Оркестре Колонна, с 1904 г. вице-концертмейстер (при концертмейстере Жаке Тибо, с которым его связала многолетняя дружба). Выступал вместе с пианистом Арманом Ферте, критика отмечала виртуозность и выразительность его игры. С 1908 г. концертировал в дуэте с пианисткой Селини Рише, которая в том же году стала его женой; вместе супруги Шайе выступали, прежде всего, как пропагандисты французского сонатного репертуара (Сезар Франк, Гийом Лекё, Габриэль Пьерне, позднее Клод Дебюсси). В 1909 г. основал струнный квартет (с Даниилом Гилевичем в качестве второй скрипки), дополняемый Селини Рише до квинтета; в том же году квартет Шайе совместно со струнным квартетом Альбера Желозо исполнил премьеру Октета для струнных Джордже Энеску. На протяжении последующих полутора десятилетий квартетная карьера была основной для Шайе; в годы Первой мировой войны квартет Шайе гастролировал в Бразилии (при содействии французского посла Поля Клоделя), в первой половине 1920-х гг. — в Швейцарии, Великобритании и Нидерландах. Однако в 1925 г. Шайе распустил ансамбль; Гилевич и альтист Леон Паскаль перешли в Квартет Кальве, поспособствовав росту его авторитета.
С 1926 г. Шайе сосредоточился на преподавательской работе, которая, однако, носила преимущественно неформальный характер: он фактически вёл класс Тибо в Нормальной школе музыки, поскольку сам Тибо был слишком занят для полноценного преподавания. С 1927 г. Шайе, таким же неформальным образом, исполнял роль второго педагога в классе Жюля Бушри в Парижской консерватории. В той или иной мере учениками Шайе были Гарри Адаскин, Жанин Андраде, Лола Бобеско, Иври Гитлис, Жак Дюмон, Арвед Курц, Жинетт Невё, Яков Сорокер, Генрик Шеринг.